# لويس مودي
لويس مودي (بالإنجليزية: Lewis Moody)‏ هو لاعب اتحاد الرغبي بريطاني، ولد في 12 يونيو 1978 في أسكوت في المملكة المتحدة.

## وصلات خارجية
- لويس مودي على موقع دوري الرغبي الممتاز (الإنجليزية)
- لويس مودي عل موقع إسبنسكروم (الإنجليزية)